# Evangelický kostel (Senica)
Evangelický kostel na Hollého ulici v Senici na Slovensku je toleranční kostel původně bez věže vybudovaný v letech 1783–1784 v klasicistním slohu. Věž je z roku 1794. Kostel slouží Evangelické církvi augsburského vyznání na Slovensku.

## Historie
Seničtí evangelíci si vystavěli v roce 1631 kostel, který stojí na Náměstí osvobození. Od roku 1654 se stal katolickým. Nynější kostel se jim podařilo postavit až po 130 letech od prvního. Bylo to v období ukončení protireformace a také díky tolerančnímu patentu, který vyhlásil Josef II. 13. října 1781. Mezi významné osobnosti sboru patřily Štefan Pilárik, Viliam Paulíny, Martin Braxatoris Sládkovič, kterým spolu s dalšími 18 faráři působícími ve sboru odhalili pamětní desku na tamní faře 15. května 2011 při příležitosti 420. výročí církevního sboru.

## Budova
Obdélníková budova kostela s dodatečně dostavěnou věží, má jednořadá okna s půlkruhovým ukončením. V roce 1884 nahradily původní dvouřadá. Vnější fasáda je hladká s pásovou rustikou a je ukončena podstrešnou římsou. Na průčelí má kordonovou římsu. Podélný síňový prostor je zaklenut valenou segmentovou klenbou a medziklenbovými pásy. Ze tří stran je zděná pilířová empora s dřevěným parapetem, pilastry a geometricky dělenými kazetami. Bílé barvě kontrastuje zlatá.

## Oltář
Oltář je dřevěný, polychromovaný, klasické sloupové architektury, ukončené kladím s nástavcem v jehož středu je kazatelna, která má rezonanční stříšku. Oltář je ze stran opticky podpírán vertikálními meandrovými volutami. Oltářní obraz je olejomalba na plátně z roku 1884, namaloval ji malíř Oeser a jejím námětem je ukřižované Kristovo tělo. Obraz mě dramatickou, světelně kontrastní konpozici.

## Varhany
Podle věnování pochází z roku 1829 a daroval je Michal Žarnócsay. Varhany jsou dřevěné, polychromované a mají klasicistní dvoudílnou skříň. Varhanní skříň nese vysoký podstavec.

## Křtitelnice
Křtitelnice pochází z období vzniku kostela, je kamenná, kulatá s hnědozelenou polychromií. Kalich lupenové profilace je přikrytý dřevěným víkem, zdobeným plastickou skupinou křtu Krista.

## Stallum
Stallum je dvousedadlové, dřevěné a polychromované. Na parapetu je zdobené dvěma kazetami s volutami a rokaj. Podobné výzdoby prvky se objevují i na bocích bohatě zdobeného varhan.